# Fraza (muzyka)

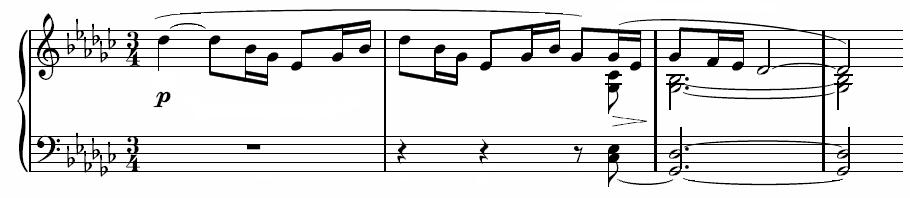
Frazy w Preludium nr 8 Claude'a Debussy'ego

Fraza (z gr. phrásis – zwrot) – cząstka budowy formalnej utworu muzycznego .
Jest to struktura powstająca w wyniku współdziałania elementów muzycznych, głównie meliki, rytmiki i harmoniki. Składa się z dwóch lub więcej motywów, tworzących zamkniętą myśl muzyczną i określoną całość wyrazową. Często zwana jest dwutaktem, ponieważ w klasycznej budowie formalnej składała się zwykle z dwóch taktów   .
W terminologii muzycznej fraza może znaczyć także odcinek utworu, objęty często w piśmie nutowym łukiem frazowym w muzyce instrumentalnej lub znakami oddechu w muzyce wokalnej .